# Теска
Теска (исп. Ciénaga de Tesca, Ciénaga de la Virgen) — лагуна в департаменте Боливар Республики Колумбия.
Частично отделена песчаной косой от Карибского моря. Как и весь департамент, находится в северной части страны.
Климат местности по классификации Кёппена — Aw (тропический климат саванн), по классификации Алисова — субэкваториальный климат.
На берегах лагуны расположен город Картахена — административный центр департамента с населением 885 700 человек (по данным на 2008 год). Около 60 % сточных вод сбрасывается в Сьенага-де-ла-Вирхен, что сильно загрязняет воду в нём.